# Bedřich Pacák

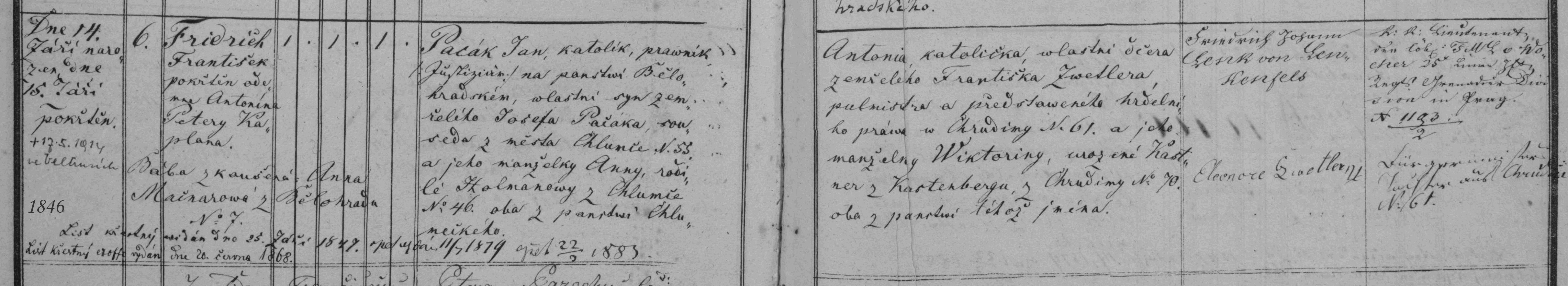
matriční zápis o narození a křtu Bedřicha Pacáka (matrika N 1842-1891 Lázně Bělohrad (SOA Zámrsk))

Bedřich Pacák (14. září 1846 Bělohrad – 24. května 1914 Veltrusy) byl český a rakousko-uherský politik mladočeské strany, v letech 1906–1907 předlitavský český ministr-krajan.

## Biografie
Byl synem státního úředníka. Narodil se v Bělohradě, ale kvůli otcovu zaměstnání se často stěhovali. Maturoval roku 1865 na gymnáziu v Jindřichově Hradci. Vystudoval právo na Karlo-Ferdinandově univerzitě v Praze. Od mládí byl politicky aktivní v českém hnutí. V letech 1868–1871 byl pro své politické aktivity vězněn. Důvodem byly výroky, které pronesl v hostinci v pražské Šárce, které byly odposlechnuty tajným policistou. Byl odsouzen na pět let pro velezradu (v průběhu procesu mu hrozil i trest smrti). Ve vězení se stýkal s dalšími vězněnými českými národovci a studoval jazyky a odbornou a politickou literaturu. Propuštěn byl v únoru 1871 na amnestii. Julius Grégr ho pak zaměstnal ve svém deníku Národní listy, kde působil do roku 1876. Mezitím dokončil studia práv. V roce 1872 získal titul doktora práv.
Od roku 1883 působil jako advokát v Kutné Hoře. Postupně se vracel i do politického života. V polovině 80. let byl starostou kutnohorského Sokola a byl členem obecního i okresního zastupitelstva. Organizoval regionální síť mladočeské strany. Od roku 1889 zasedal jako poslanec Českého zemského sněmu za mladočeskou stranu (zvolen za venkovské obce na Kutnohorsku).
Ve volbách do Říšské rady roku 1891 se stal i poslancem Říšské rady (celostátní parlament), kde reprezentoval kurii venkovských obcí, obvod Čáslav, Kutná Hora atd. Mandát poslance vídeňského parlamentu obhájil za stejný obvod ve volbách do Říšské rady roku 1897 a volbách do Říšské rady roku 1901 a uspěl i ve volbách do Říšské rady roku 1907 konaných již podle rovného a všeobecného volebního práva, bez kurií (obvod Čechy 027), stejně jako ve volbách do Říšské rady roku 1911. Zasedal zde až do své smrti roku 1914.
Již v 90. letech 19. století se uvádí mezi nejvýznamnějšími politiky mladočeské strany. V roce 1894 je řazen mezi umírněnější mladočechy (historik Otto Urban ho řadí mezi mladočeské realisty), na které sázel při formulaci politické taktiky Josef Kaizl a kteří se podíleli na přijetí takzvané Nymburské rezoluce, která řešila programové a taktické otázky strany. V roce 1896 patřil ke skupině mladočechů, která v Říšské radě podpořila přijetí volební reformy vlády Kazimíra Badeniho, jež výrazným způsobem rozšiřovala volební právo i pro méně majetné sociální skupiny. V roce 1898 předložil na českém zemském sněmu návrh národnostního zákona, který ale pro paralýzu fungování sněmu kvůli obstrukcím nebyl nikdy projednán.
Na Říšské radě zastával od roku 1901 do roku 1906 post předsedy českého poslaneckého klubu. Jeho nástup do této funkce, v níž vystřídal Emanuela Engela, byl projevem vnitřního posunu v mladočeské straně po další vlně radikálních mladočeských obstrukcí v Říšské radě, které ale v části strany vyvolávaly kritiku jako neplodné. Měl podíl na četných konkrétních českých úspěších v předlitavské politice, například vznik české techniky v Brně nebo zestátnění (převedení pod státní rozpočet) četných českých škol. Krátce po svém nástupu na post předsedy českého poslaneckého klubu na Říšské radě zaujal pozici předsedy poslaneckého klubu i na českém zemském sněmu.
Vrchol jeho politické kariéry nastal počátkem 20. století, kdy se za vlády Maxe Becka stal českým ministrem-krajanem. Funkci zastával v období 2. června 1906 – 9. listopadu 1907. Ve funkci řešil především vrcholící debaty o volební reformě. Jeho nástup do vlády byl součástí strategie ministerského předsedy Maxe Becka zapojit do svého kabinetu i parlamentní politiky. Pacák nabídku vládního křesla přijal se souhlasem některých významných politiků mladočeské strany ale bez formálního souhlasu stranických orgánů. Jeho účast ve vládě (a obecně účast mladočeských politiků ve vládě) pak ve straně vyvolávala polemiky. Z vlády odešel v listopadu 1907 v rámci rekonstrukce kabinetu. Jeho post zaujal Karel Prášek, coby předák českých agrárníků, kteří výrazně uspěli ve volbách do Říšské rady roku 1907.
I po odchodu z vlády se politicky angažoval. Stal se místopředsedou poslaneckého klubu českých poslanců a předsedal volné alianci Slovanská jednota, která sdružovala české a jihoslovanské poslance. V posledních dvou letech před smrtí postupně opustil veřejný život kvůli ztrátě fyzické a duševní kondice. Zemřel brzy ráno 24. května 1914.
V r. 1895 byl B. Pacák jmenován čestným občanem Kutné Hory a krátce po jeho smrti po něm byly pojmenovány Pacákovy sady v Kutné Hoře.[zdroj?]
Byl bratrem politika Antonína Pacáka.